# Kurugodu Thammanahalli, Gauribidanur
Kurugodu Thammanahalli là một làng thuộc tehsil Gauribidanur, huyện Chikkaballapur, bang Karnataka, Ấn Độ.